# マットパット
マットパット（MatPat）, 本名：マシュー・ロバート・パトリック（Matthew Robert Patrick、1986年11月15日 - ）は、アメリカ合衆国のインターネットセレブリティ、俳優、作家、プロデューサー。
The Game TheoristsなどのYoutubeチャンネルを開設し、ゲームの背景などを話し合う配信を行い。2023年にストリーミー賞を受賞したが、息子や家族との時間がもっと欲しいと2024年にYoutubeから引退しチャンネルをスタッフへ譲ることを表明した。